# John Taylor (politikus, 1770–1832)
John Taylor (Dél-Karolina, 1770. május 4. – Camden, 1832. április 16.) az Amerikai Egyesült Államok szenátora (Dél-Karolina, 1810–1816).